# Jōji Ohara
Jōji Ohara (小原譲治, Ohara Jōji) est un directeur de la photographie japonais né le 27 septembre 1902, et mort le 24 juin 1990. 

## Biographie
Jōji Ohara fait ses études à l'université Aoyama Gakuin. Il entre au studio Kamata de la Shōchiku en 1924 et est promu directeur de la photographie en 1927. Il travaille à de nombreuses reprises sur les films de Heinosuke Gosho dont il est, avec Mitsuo Miura, l'un des deux principaux collaborateurs en tant que directeur de la photographie. Jōji Ohara passe derrière la caméra pour des réalisateurs de renom comme Kenji Mizoguchi, Akira Kurosawa, Yasujirō Ozu, Kon Ichikawa, Yasuzō Masumura ou encore Kōzaburō Yoshimura. 
En 1955, il remporte le Prix du film Mainichi de la meilleure photographie pour son travail sur La Vallée de l'amour et de la mort et Le coq chante deux fois, deux films de Heinosuke Gosho,. 
Jōji Ohara a travaillé sur près de 130 films entre 1927 et 1968.

## Filmographie sélective

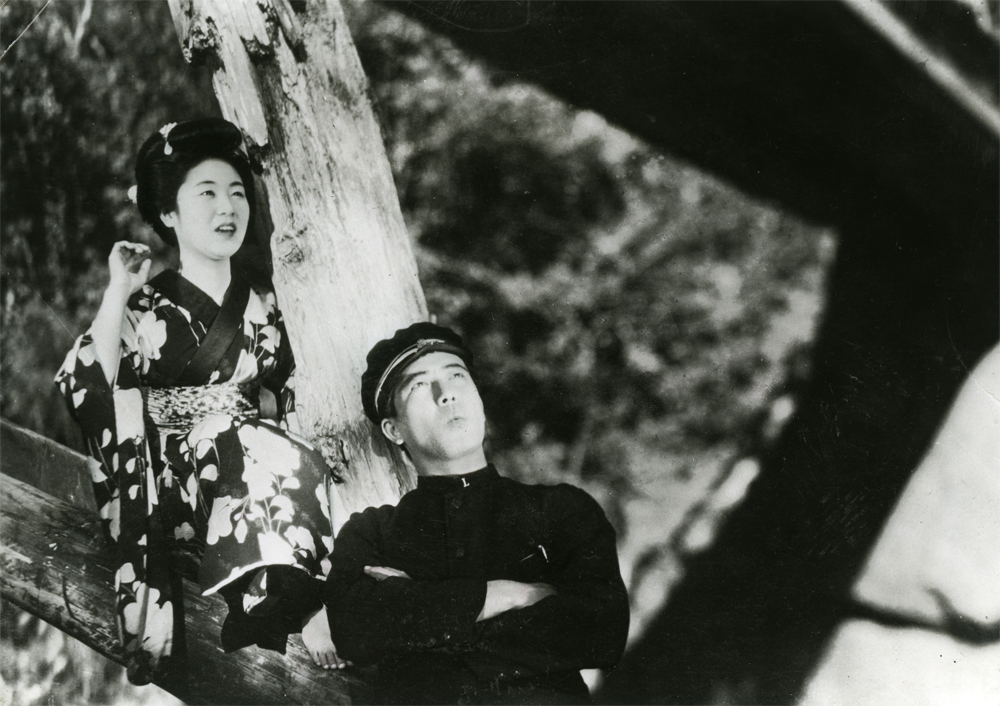
Kinuyo Tanaka et Den Obinata dans La Danseuse d'Izu (1933).

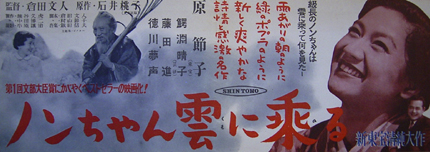
Affiche de Nobuko dans les nuages (1955) avec Setsuko Hara.

- 1929 : La Femme qui nage en ville (都会を泳ぐ女, Tokai o oyogu onna?) de Shirō Toyoda
- 1930 : Mariage d'amour (友愛結婚, Yūai kekkon?) de Shirō Toyoda
- 1930 : La Femme arrogante (心驕れる女, Kokoro ogoreru onna?) de Shirō Toyoda
- 1932 : Mon idiot de frère (兄さんの馬鹿, Niisan no baka?) de Heinosuke Gosho
- 1932 : Les Saules du quartier de Ginza (銀座の柳, Ginza no yanagi?) de Heinosuke Gosho
- 1932 : Romance de studio - guide de l'amour (撮影所ロマンス・恋愛案内, Satsueijo romansu, ren'ai annai?) de Heinosuke Gosho
- 1932 : Le Coucou (不如帰, Hototogisu?) de Heinosuke Gosho
- 1932 : Le Tokyo des amours (恋の東京, Koi no Tōkyō?) de Heinosuke Gosho
- 1932 : L'Amour qui mène au paradis (天国に結ぶ恋, Tengoku ni musubu koi?) de Heinosuke Gosho
- 1933 : Les Rêves de la jeune fille mariée (花嫁の寝言, Hanayome no negoto?) de Heinosuke Gosho
- 1933 : La Danseuse d'Izu (恋の花咲く　伊豆の踊子, Koi no hana saku Izu no odoriko?) de Heinosuke Gosho
- 1933 : Le Printemps des dix-neuf ans (十九の春, Juku no haru?) de Heinosuke Gosho
- 1933 : L'Amour (愛撫, Ramūru?) de Heinosuke Gosho
- 1934 : Au rythme du printemps (さくら音頭, Sakura ondo?) de Heinosuke Gosho
- 1935 : Vivre dans l'aisance (左うちわ, Hidari uchiwa?) de Heinosuke Gosho
- 1935 : Rêve (あこがれ, Akogare?) de Heinosuke Gosho
- 1935 : Le Fardeau de la vie (人生のお荷物, Jinsei no onimotsu?) de Heinosuke Gosho
- 1935 : Rêve de jeune marié (花婿の寝言, Hanamuko no negoto?) de Heinosuke Gosho
- 1935 : Que souffle le vent de l'amour (吹けよ恋風, Fukeyo koikaze?) de Heinosuke Gosho
- 1936 : La Femme de la brume (朧夜の女, Oboroyo no onna?) de Heinosuke Gosho
- 1936 : Le Nouveau Chemin : Akemi (新道前篇, Shindo: Zempen Akemi no maki?) de Heinosuke Gosho
- 1936 : Le Nouveau Chemin : Ryota (新道後篇, Shindo: Kohen Ryota no maki?) de Heinosuke Gosho
- 1937 : Madame n'en saura rien (奥様に知らすべからず, Okusama ni shirasu bekarazu?) de Minoru Shibuya
- 1938 : Les Enfants du soleil (太陽の子, Taiyō no ko?) de Yutaka Abe
- 1940 : Le Village d'Ohinata (大日向村, Ohinata mura?) de Shirō Toyoda
- 1942 : Les Guirlandes des mers du sud (南海の花束, Nankai no hanataba?) de Yutaka Abe
- 1943 : La Guerre de l'opium (阿片戦争, Ahen senso?) de Masahiro Makino
- 1943 : Himetaru kakugo (秘めたる覚悟?) d'Eisuke Takizawa
- 1944 : Le Plus Beau (一番美しく, Ichiban utsukushiku?) d'Akira Kurosawa
- 1945 : La Rose de mer (間諜海の薔薇, Kanchō: Umi no bara?) de Teinosuke Kinugasa
- 1945 : Chante soleil ! (歌へ！太陽, Utae! Taiyō?) de Yutaka Abe
- 1948 : La Fleur éclose (花開く-待ち焦より, Hana hiraku - Machiko yori?) de Kon Ichikawa
- 1949 : Onna no tatakai (女の闘い?) de Yasuki Chiba
- 1949 : Portrait d'un être humain (人間模様, Ningen moyo?) de Kon Ichikawa
- 1949 : Passion sans frein (果しなき情熱, Hateshinaki jonetsu?) de Kon Ichikawa
- 1950 : Le Destin de madame Yuki (雪夫人絵図, Yuki fujin ezu?) de Kenji Mizoguchi
- 1950 : Les Sœurs Munakata (宗方姉妹, Munakata-shimai?) de Yasujirō Ozu
- 1952 : Sekishun (惜春?) de Keigo Kimura
- 1952 : Les Fossettes de Tokyo (東京のえくぼ, Tokyo no ekubo?) de Shūe Matsubayashi
- 1952 : Muntinlupa no yo wa fukete (モンテンルパの夜は更けて?) de Nobuo Aoyagi
- 1954 : Une auberge à Osaka (大阪の宿, Osaka no yado?) de Heinosuke Gosho
- 1954 : La Vallée de l'amour et de la mort (愛と死の谷間, Ai to shi no tanima?) de Heinosuke Gosho
- 1954 : Le coq chante deux fois (鶏はふたゝび鳴く, Niwatori wa futatabi naku?) de Heinosuke Gosho
- 1954 : Révolte (叛乱, Hanran?) de Yutaka Abe
- 1955 : Nobuko dans les nuages (ノンちゃん雲に乗る, Non-chan kumo ni noru?) de Fumindo Kurata
- 1955 : Croissance (たけくらべ, Takekurabe?) de Heinosuke Gosho
- 1956 : Jōshū to tomo ni (女囚と共に?) de Seiji Hisamatsu
- 1957 : Les Baisers (くちづけ, Kuchizuke?) de Yasuzō Masumura
- 1961 : Vivre pour l'amour (恋にいのちを, Koi ni inochi o?) de Yasuzō Masumura
- 1961 : Médaille pour une femme (女の勲章, Onna no kunshu?) de Kōzaburō Yoshimura
- 1962 : Circonstances familiales (家庭の事情, Katei no jijō?) de Kōzaburō Yoshimura
- 1962 : Je n'oublie pas cette nuit (その夜は忘れない, Sono yo wa wasurenai?) de Kōzaburō Yoshimura
- 1964 : Asphalt Girl (停年退職, Asufaruto gāru?) de Kōji Shima
- 1966 : Shojo jutai (処女受胎?) de Kōji Shima
- 1968 : Kaidan otoshiana (怪談おとし穴?) de Kōji Shima

## Récompenses et distinctions
- 1955 : Prix du film Mainichi de la meilleure photographie pour La Vallée de l'amour et de la mort et Le coq chante deux fois[4],[5]